# Ctenomys emilianus
Туко-туко Емілі (Ctenomys emilianus) — вид гризунів родини Тукотукових, який зустрічається в Аргентині в провінції Неукен серед піщаних дюн на висоті близько 800 м над рівнем моря.

## Загрози й збереження
Вид мешкає в парку Ель Тромен. Занесений до червоної книги Аргентини як вразливий. 